# Mennen (paardensport)

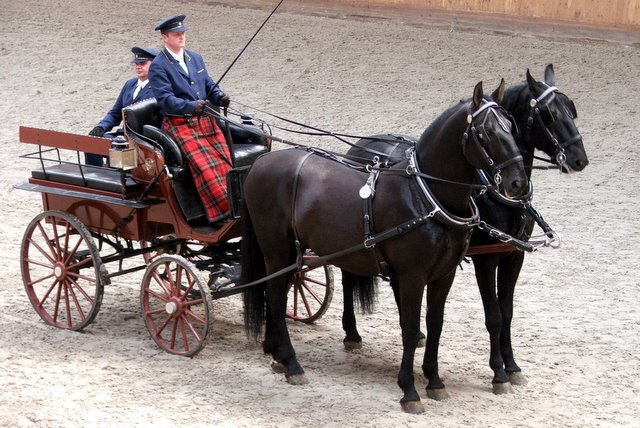
Een voorbeeldige aanspanning met kladrubers

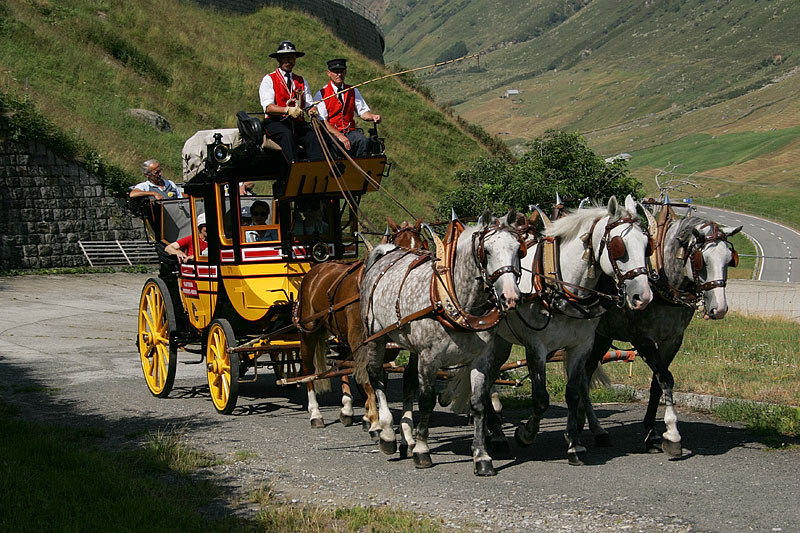
Een bijzondere postkoetsaanspanning

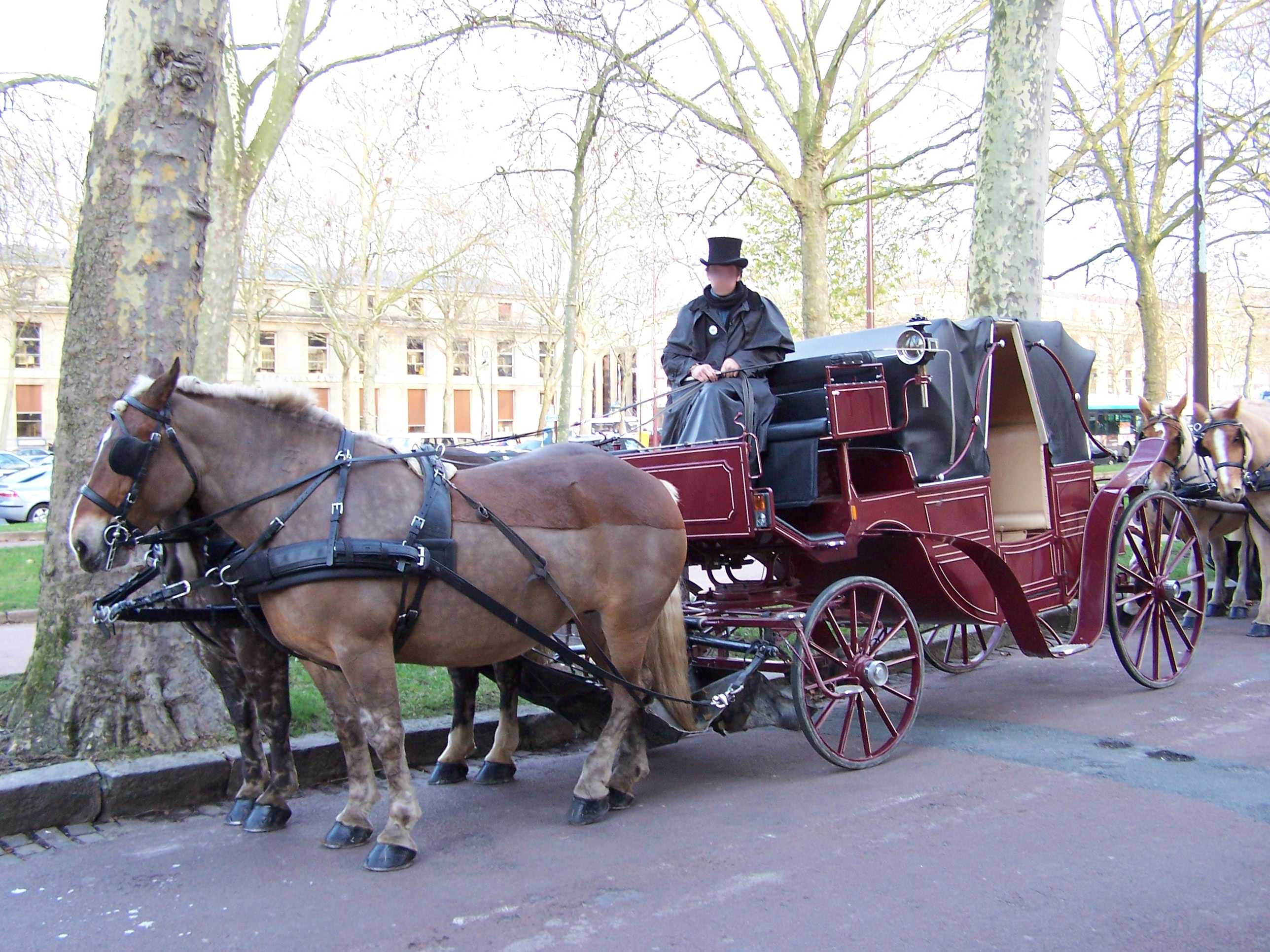
Een calèche als taxi

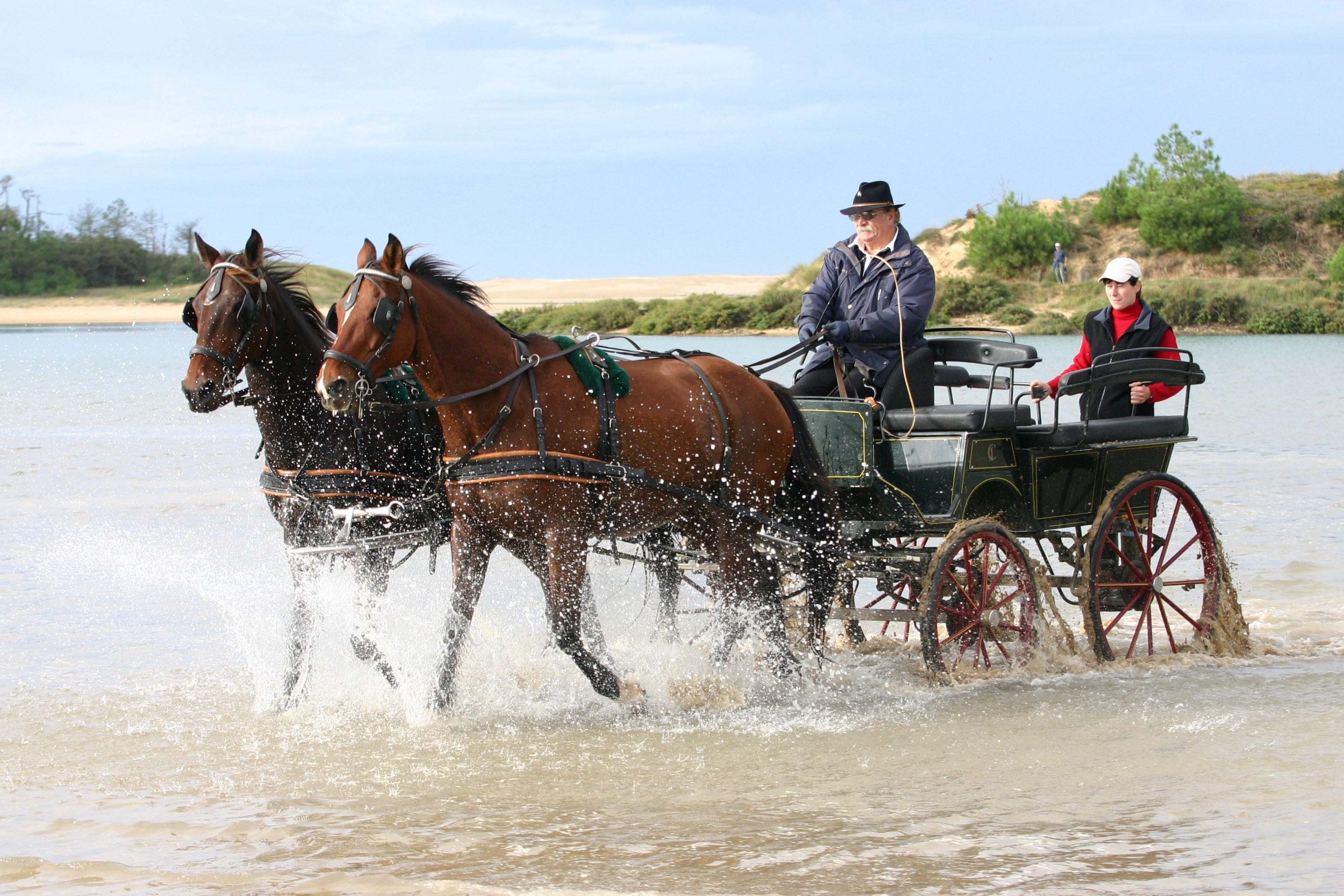
Recreatief mennen

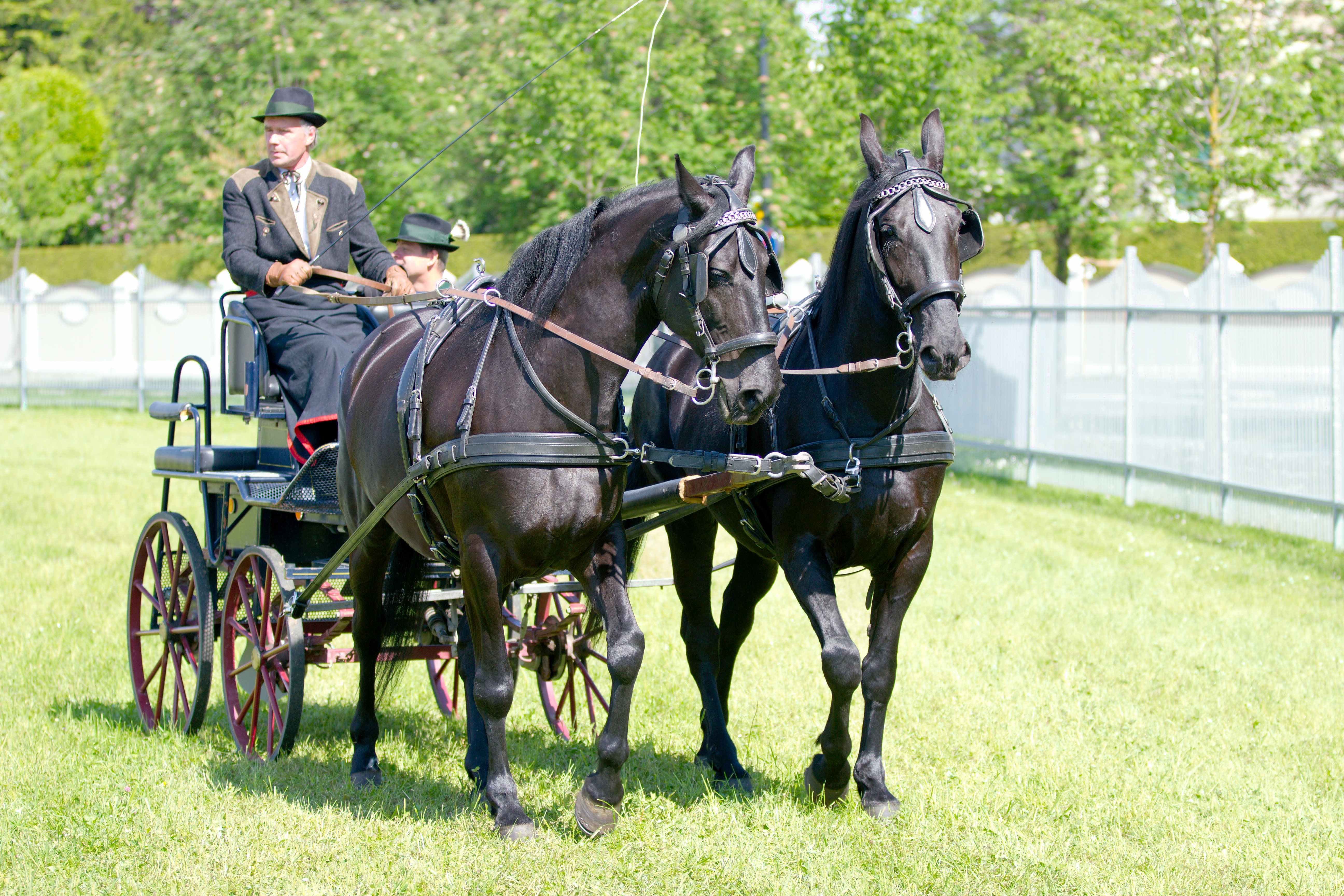
Deelnemer menwedstrijd

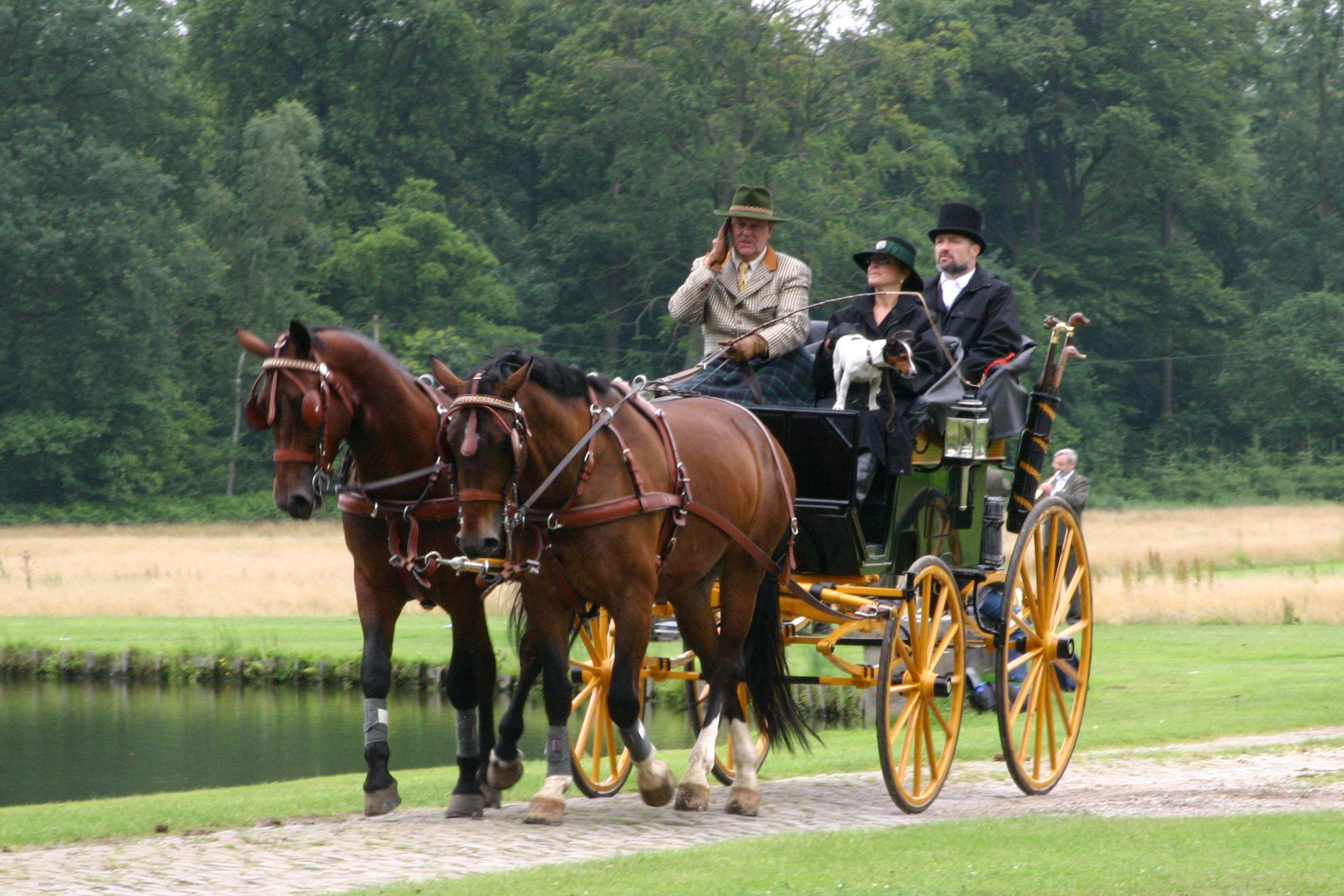
Amerikaanse char-à-banc

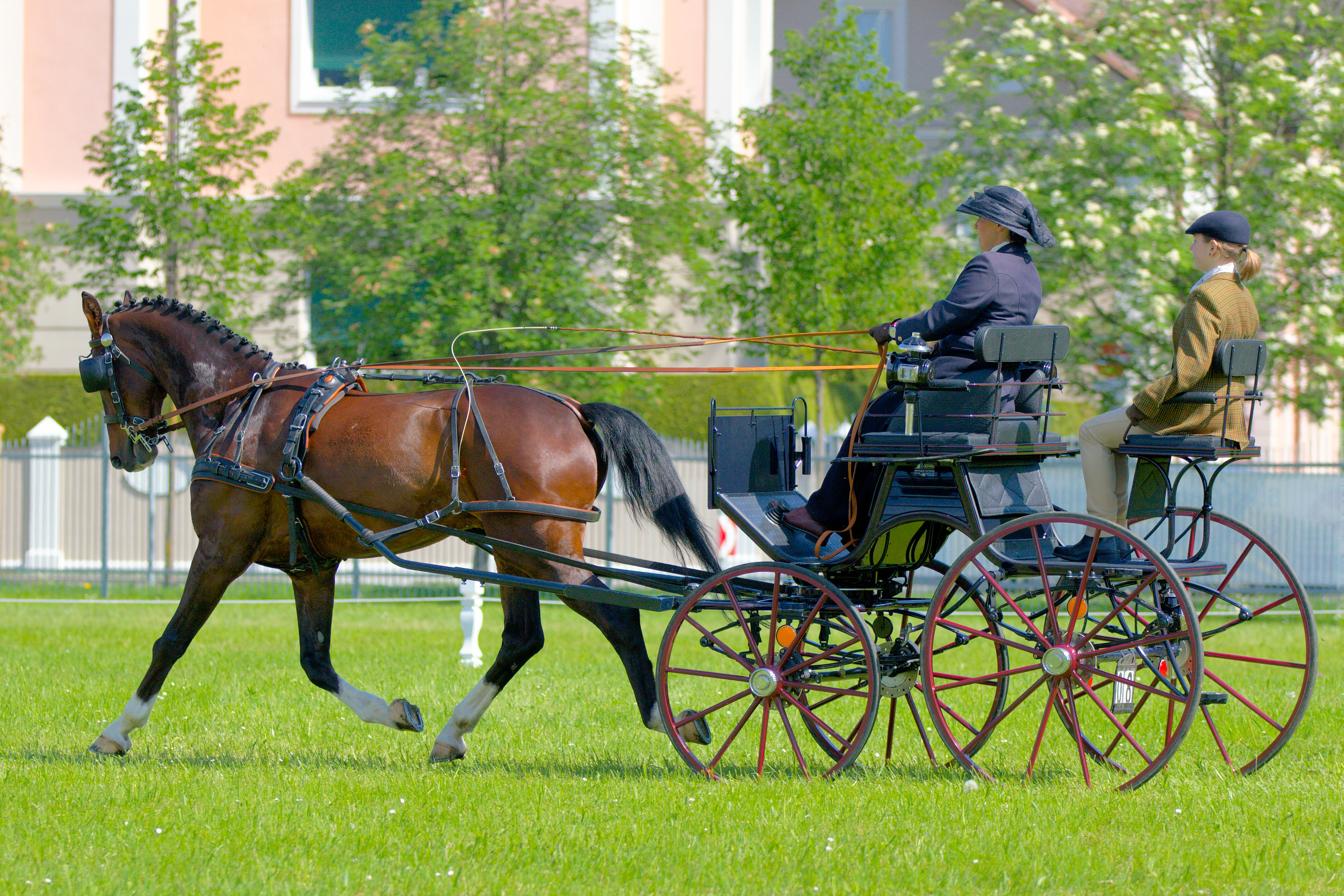
Enkelspan in gestrekte draf

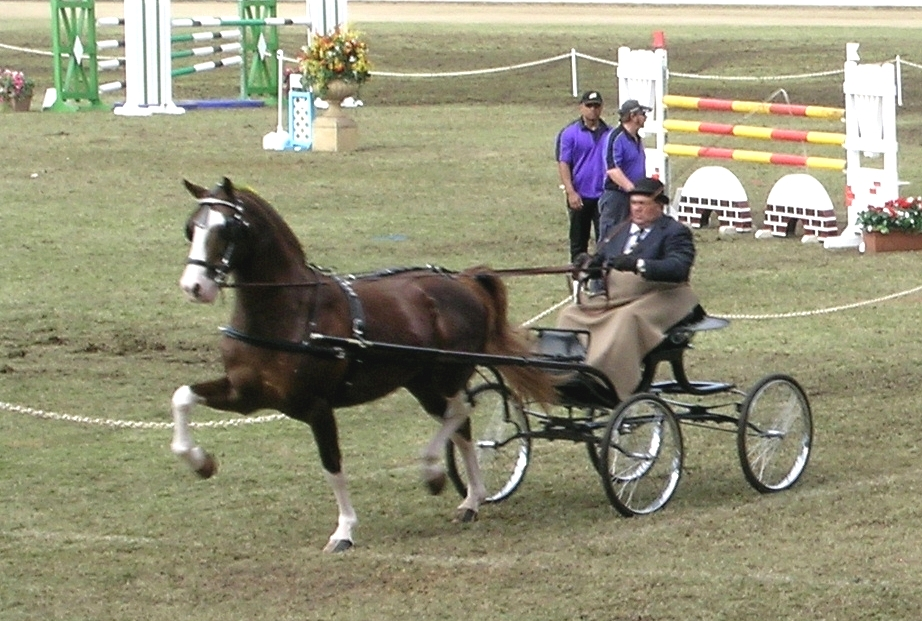
Een hackney als tuigpaard

Mennen is in het algemeen het rijden met paard en wagen (een "aanspanning"). Tot de opkomst van de vrachtauto was dit een belangrijk vervoermiddel, zowel voor goederen als personen. Tegenwoordig is het rijden met aangespannen wagens vooral een hobby, hoewel er bij biologische boeren in toenemende mate belangstelling is voor het gebruik van paarden in hun bedrijf. De zogenaamde mensport is beschreven in een apart hoofdartikel. Het woord "mennen" komt van het Latijn menare; leiden, besturen.

## Koetsier
Er bestaan verschillende namen voor de persoon die de aanspanning bestuurt, zoals koetsier, voerman en menner. De koetsier zit rechts op de bok van de koets. De uitrusting van een koetsier bestaat uit handschoenen, een schort, een hoofddeksel en een lange zweep. Vele moderne koetsiers rijden volgens het systeem dat door Benno von Achenbach ontwikkeld werd. Er bestaan opleidingen tot koetsier en er bestaat een koetsiersbewijs, dat men kan verkrijgen door een examen af te leggen.
Dit koetsiersbewijs heeft in België geen juridische waarde; het is niet verboden om zonder bewijs de weg op te gaan. In Nederland is dit slechts in bossen in vijf verschillende gemeenten verplicht.

## Groom
De assistent van de koetsier, de 'hulpkoetsier' die de koetsier helpt door bijvoorbeeld tijdens het halthouden van de bok af te gaan en vooraan bij de paarden te gaan staan, wordt een "groom" genoemd. De groom opent ook de deuren van de koets voor de gasten die willen in- of uitstappen. Verder kan de groom het paardentuig controleren en ervoor zorgen dat alles zit zoals het bedoeld is. De groom zit meestal links naast de koetsier op de bok van de koets. Bij wedstrijden in de mensport staat hij meestal achter op de marathonwagen. Aan het hof wordt een hulpkoetsier in livrei een 'palfrenier' genoemd.

## Aanspanning
Bij het mennen zijn de paarden met het rijtuig verbonden door middel van strengen en andere riemen die tot het paardentuig behoren. De menner of koetsier bestuurt de aanspanning door middel van de leidsels, die zijn verbonden met het bit in de mond van het paard (vaak ook "stang" genoemd) of de paarden. Verder gebruiken koetsiers hun stem en de zweep om de paarden aanwijzingen te geven. Het geheel van koets, koetsier en paard(en) wordt een "aanspanning" genoemd.
Er kunnen één of meer paarden voor een rijtuig worden gespannen. Bij één aangespannen paard spreekt men van een enkelspan. Twee paarden naast elkaar wordt tweespan of dubbelspan genoemd. Twee paarden achter elkaar noemt men een tandem. Ook gebruikelijk is een vierspan, met twee voorpaarden en twee achterpaarden. Andere manieren van inspannen zijn minder gebruikelijk, zoals drie paarden achter elkaar (randem) of naast elkaar (trojka). Ook probeert men wel, bijvoorbeeld om de vaardigheid van de menner te bewijzen, zo veel mogelijk paarden voor een wagen te spannen.

## Tuigpaard
Een tuigpaard is een krachtig gebouwd paard dat door zijn ruime gangen en door zijn rustige en betrouwbare karakter zeer geschikt is voor gebruik 'in het tuig'. Tuigpaarden zijn veelal warmbloedpaarden en hebben een ruime stap en draf. Sommige typische tuigpaardrassen hebben bijzonder hoge knieactie zoals hackneys. Nederlandse paardenrassen die traditioneel als tuigpaarden gebruikt werden zijn Gelders paard, Groninger paard en Fries paard. Tot de Duitse tuigpaarden behoren de alt-oldenburger en het Oost-Friese paard. 
Tuigpaarden worden meestal gereden met oogklepppen. Het paard dat links voor de koets loopt is het 'bijdehandse paard', het paard rechts wordt aangeduid als het 'vandehandse paard'. In de paardenhandel zegt men soms van een paard dat wel of niet 'betuigd' is, hiermee kan men zowel bedoelen 'getraind onder het zadel' (bereden) als 'getraind in het tuig' (voor de kar).

## Trekpaard
Trekpaarden zijn zwaar gebouwde koudbloedpaarden die zeer geschikt zijn voor landbouwwerkzaamheden zoals het trekken van ploegen en oogstwagens. Ook worden zij gebruikt als sleeppaarden in de bosbouw. Voorbeelden van trekpaarden in de Benelux zijn het Nederlands trekpaard, het Belgisch trekpaard en de ardenner. Voor deze paarden worden soms speciale trekwedstrijden georganiseerd.

## Aangespannen rijden als sport
Hoewel vele menners vooral recreatief rijden, zijn er diverse mogelijkheden voor competitie:
- aangespannen sport, ook wel tuigpaardensport genoemd; hierbij gaat het om de schoonheid van de bewegingen van het paard, (de 'actie' van het paard)
- sleep en trekwedstrijden met trekpaarden
- authentiek gerij, waarbij met antieke rijtuigen wordt gereden in bijpassende stijlgetrouwe kledij, soms gejureerd als concours d'elegance.
- drafsport snelheidssport, wordt met sulky's beoefend op een drafrenbaan
- mensport een internationaal beoefende sport met de onderdelen dressuur, vaardigheid en marathon; wordt beoefend met enkel-, dubbel-, of vierspan.

## Anders mennen
Een bijzondere wijze van 'mennen' is het huifbedrijden voor meervoudig complex gehandicapten.